# 大塚康生
大塚 康生（おおつか やすお、1931年7月11日 - 2021年3月15日）は、日本のアニメーター、キャラクターデザイナー。島根県生まれ、山口県育ち。演出を担当する際には、鈴木一というペンネームを用いることがある。晩年は日本アニメーター・演出協会（JAniCA）会員、テレコム・アニメーションフィルム顧問であった。

## 来歴

### 生い立ち
1931年、島根県に生まれる。小学2年生のときに山口県山口市に転居した。戦前から終戦直後にかけての少年時代に機関車や米軍の軍用車両などのスケッチに熱中し、やがて絵で生計を立てたいと思うようになる。
旧制中学を卒業後、1951年に山口県庁に就職するも、翌年には漫画家を目指して上京を決意。厚生省の採用試験を受けて合格し、関東甲信越地区麻薬取締官事務所に配属される。

### 東映動画時代
アニメーションに興味を持ち、関連書を読むなどして独学していたところ、東映がアニメーション映画の制作を始めるという新聞記事を目にする。そこで東映と合併することが決まっていた日動映画社の入社テストを受けて合格し、同社が東映に吸収合併されたことで、1956年に東映動画に第1期生として入社を果たす。
そして日本初のカラー長編アニメ映画『白蛇伝』（1958年公開）で第2原画を担当する。長編第2作の『少年猿飛佐助』で原画に昇格してからは多くの作品で怪物やアクションを手がけ、そのジャンルのエキスパートという評価を得ていく。
1965年、東映動画10作目の長編となる『太陽の王子』で初めて長編映画の作画監督に任命されると、演出として当時まだ無名の新人だった高畑勲の起用を申し出て、反対する上司に認めさせる。さらに新人動画に過ぎなかった宮崎駿をメインスタッフ（場面設計・原画）に昇格させた。異例の人事であったが、大塚の人柄とリーダーシップにより、奥山玲子、小田部羊一ら他のスタッフもこれを受け入れた。しかし、『太陽の王子』の制作は労使紛争もからんで遅れに遅れた。1968年に『太陽の王子 ホルスの大冒険』と改題してようやく公開されるが、興行成績は振るわず、多くのスタッフが降格処分となった。

### Aプロダクション時代
1968年暮れ、『ルパン三世』に参加するために、東映動画を退社した元同僚の楠部大吉郎が設立したAプロダクション（現・シンエイ動画）に移籍する。楠部に大塚を推薦されたAプロの親会社・東京ムービーの藤岡豊のスカウトによるものだった。
1971年、Aプロでテレビアニメ『長くつ下のピッピ』の企画が持ち上がると、スタッフとして東映動画の後輩である高畑・宮崎・小田部を誘って移籍させる。この企画は頓挫したが、4人は代わりに中編映画『パンダコパンダ』を制作した。同年、『ルパン三世』第1シリーズがスタートするが、視聴率が低迷。途中で演出の大隅正秋（現・おおすみ正秋）が降ろされ、大塚の依頼により高畑勲と宮崎駿が替わって演出を務めた。
1973年、『パンダコパンダ 雨ふりサーカスの巻』の作画監督を小田部羊一と共同で務める。次作『侍ジャイアンツ』まで半年以上時間が空いたので、MAX模型に請われて一時Aプロを退社して同社企画部長に就任（1974年倒産）。

### シンエイ動画時代
その後、高畑・宮崎・小田部の3人はテレビシリーズ『アルプスの少女ハイジ』（1974年）を制作するためにズイヨー映像へ移籍したが、高畑に『ハイジ』の企画を打診した大塚自身はシンエイ動画に改組されるAプロに残留した。
1977年、テレビシリーズ『未来少年コナン』（78年放送）を初演出することになった宮崎駿の要望で、当時シンエイ動画の役員を務めていた大塚は社内の反対を押し切って日本アニメーションに出向し、全26話の作画監督を務め上げた。

### テレコム時代
『コナン』を終えるとシンエイには戻らず、1979年からは藤岡豊が新たに設立したテレコム・アニメーションフィルムへ移籍。そしてテレコムが『ルパン三世』の劇場版を作ることになった時に今度は大塚の方から声をかけ、宮崎にとって長編映画初監督作となる『ルパン三世 カリオストロの城』が生まれた。この作品でも大塚は作画監督を担った。
続いて大塚は高畑勲が監督する映画『じゃりン子チエ』に参加、小田部羊一とともに作画監督を務めた。
その後、藤岡肝煎りの日米合作の超大作『リトル・ニモ』の企画実現に尽力するが、演出予定だった宮崎・高畑・近藤喜文が相次いで退社し、大塚自身も途中で現場をリタイアする。結局この作品は、『ニモ』として1989年に完成し、国内では不入りだったものの、アメリカではビデオが200万本のセールスを記録した。

### スタジオジブリ時代
1990年代以降はスタジオジブリや東映アニメーション研究所で新人指導に尽力し、代々木アニメーション学院のアニメーター科講師を務めるなど、後進の指導・育成が主な活動となった。
2002年、長年の功績を讃えて文化庁長官表彰が贈られる。このとき、「アニメーション作家として表彰する」との選考理由に、「作家とは演出家のことで、私は一技術者に過ぎない」と一旦は辞退したが、次に「練達のアニメーターとして表彰したい」と連絡をもらうと、態度を改めた。「それなら今後いい仕事をしたアニメーターも、城の石を積んだ職人として世間に認知されるでしょうし、その第一号となったのはとりあえず喜ばしいことだと思い直しました。森康二さんやお亡くなりになった諸先輩の代理のつもりで、お受けすることにしました」というのがその理由だった。

### 晩年～死去
2012年、宮崎駿からの依頼を受けて、映画『風立ちぬ』に登場する蒸気機関車の作画について助言するためにスタジオジブリを訪れた。
2019年、アニメ界と映画界での功績に対して、第42回日本アカデミー賞協会特別賞が授与された。
2021年3月15日朝、心筋梗塞のため死去。89歳没。同年6月28日、杉並公会堂で「大塚康生さんを偲ぶ会」が開催された。有志による実行委員会（委員長は小田部羊一）が主催し、約700人が訪れた。

## 人物
日本のアニメーション草創期から第一線で活躍したアニメーター。高畑勲や宮崎駿というアニメ界の2大巨頭を作画面で支えてきた人物で、後輩として東映動画に入ってきた2人の才能を見出して引き上げた師匠的存在だった。『太陽の王子 ホルスの大冒険』で当時まだ実績のなかった高畑勲と宮崎駿を抜擢し、その後の2人のコンビ結成を後押しする役割を担った。大塚は宮崎駿のテレビや映画の初監督作品で作画監督を務め、高畑勲を他社で制作する作品企画に誘って移籍のきっかけを作ったのも彼だった。大塚について、宮崎は「アニメーションの入口を教えてくれた人」、高畑は「常に一緒に歩むわけでは決してなかったのに、私の転機には必ず大塚さんが現れて、私を別の方向に誘うのです。私がいちばんお世話になった人」と語っている。
代表作は、高畑や宮崎と組んで作画監督やキャラクターデザインを担当した『太陽の王子 ホルスの大冒険』『ルパン三世』『パンダコパンダ』『未来少年コナン』『じゃりン子チエ』のほか、『侍ジャイアンツ』『ガンバの冒険』など。特に作画監督とキャラクターデザインを手がけた『ルパン三世』のテレビ第1シリーズや劇場版『ルパン三世 カリオストロの城』での仕事への評価が高く、後に続く同シリーズの礎を作ったとされる。
元麻薬取締官事務所勤務という異色の経歴を持つ。
東映動画のアニメーター第一期生で、後から入社した新人時代の宮崎駿の指導を担当したことでも知られる。それ以外にも、大塚は技術を論理的、分析的かつ平明に説いて多くの才能ある後進を育て上げた。指導を受けたという人物は枚挙にいとまがない。
大塚はつねづね「アニメーターは演技者である」と公言しており、コミカルで躍動感に満ちた描写で高い評価を獲得している。大塚の作画の魅力は、アニメーションの持ち味ともいえるダイナミックな動きにある。人物やメカがどのように動くかという"作動原理"を重視しており、例えば人の動きを描く場合、腕だけではなく腰や足の動きも描き、それに少々の少々のデフォルメを加えることでダイナミックな動きとなる。人物だけでなく、メカの動きにもこだわりを持ち、例えば『ルパン三世』第1シリーズでは、当時のアニメーションでは前例のないリアルな自動車・銃器・時計などのディテールに徹底的にこだわり、ガンアクションでは、弾が発射されると銃身が後退して発射のショックを和らげるという細かい描写をしている。しかし、ロボットアニメについては、「あんなものをどうやって動かすのか考え込んでしまう」と言ってほとんど参加していない。また、西崎義展からSFアニメ『宇宙戦艦ヤマト』に誘われた時も、即座に断っている。
『ルパン三世』に参加したのは、Aプロの親会社・東京ムービー（現・トムス・エンタテインメント）の制作部長（のち社長）だった藤岡豊が、自らの立てた『ルパン三世』アニメ化企画のために、クルマや銃に詳しい人物として楠部大吉郎から推薦された大塚を作画監督としてスカウトしたことによるものだった。演出の大隅正秋から、画面にリアリティと重みを持たせるべく、実在する自動車や銃や時計などを登場させるよう指示された大塚は、麻薬Gメン時代に押収品の拳銃のスケッチや分解掃除もしたという経験を活かし、主人公のルパンにはワルサーP38、凄腕のガンマン・次元大介には破壊力抜群のコンバットマグナム、女性の峰不二子には小型で突起が少なく取り出しやすいブローニングM1910というように、各キャラクターに見合った拳銃を持たせた。自動車も、一般的なアニメにありがちな、どのメーカーが作ったのかわからないものではなく、メルセデス・ベンツSSKからダットサン・ブルーバードまで、すべて実在する自動車となっている。その後、視聴率が低迷して途中で大隅が降板させられると、大塚は高畑勲と宮崎駿に演出を依頼した。演出の交代により、それぞれの演出意図に合わせてルパンの愛車もシリーズ前半と後半で替わっている。ルパンを原作者のモンキー・パンチの設定通りの「生まれながらの金持ち」とした大隅が選んだのは高級スポーツカーのベンツSSKだったのに対し、「ルパンは泥棒だけど、結局なにも盗らない。だからカネがないはずだ」と主張した宮崎は、当時の大塚の愛車でもあったイタリアの大衆車フィアット500を選んだ。大塚はいずれの演出意図にも応じて、クルマとルパンを一体化しているように描いた。その後、フィアット500は再び宮崎駿と組んだ映画『ルパン三世 カリオストロの城』にも登場し、以後ルパン三世の代名詞となる。
多趣味な人物で、その興味は蒸気機関車から自動車、軍用車両まで多岐に渡る。
子供のころから蒸気機関車の大ファンであり、中学生時代（戦中）は山口県小郡町（現山口市）の機関庫に通った。カメラを持っていなかった大塚は蒸気機関車の動きを自分の目に焼き付け、精密なスケッチ画を大量に描き続けた。その時に機関士と交流し、運転作業から駆動系のシステムまで徹底的に観察した経験が「作動原理に基づいて絵を描く」というアニメーターの素養を無意識に鍛えることになった。終戦後、興味は蒸気機関車から米軍のジープやトラックに移行していった。
日本有数の軍用車両研究家でもある。軍用車両への熱意は並々ならず、1989年から2000年にかけて自費で軍用自動車研究誌『MVJ』（Military Vehicle Journal）を13冊出版したほど。田宮模型（現タミヤ）の商品企画やデザインのアドバイザーを務めたこともあり、一時はアニメーター廃業を決意して模型会社MAX模型に勤務したこともあった。1970年に創刊した模型雑誌「ホビージャパン」ではトラック模型に関する連載を持ち、この連載の後も、軍用車両やジープに関する連載を複数担当した。
ジープマニアとして有名で、同時に7台乗っていた事もある。戦後、進駐軍のジープに一目惚れしてどんどんのめり込み、ジープに詳しい人とひとりひとり勝負するために世界中を旅して回ったという。知りたいジープのことを調べるためだけに、紹介状のひとつも持たずにアメリカのペンタゴンに直接出かけ、それでしかるべき資料に行きあたってしまうようなこともあった。鈴木敏夫によれば、世界中のジープマニアのなかでは「オオツカ」と言えば有名だとのこと。愛車のひとつホンダ・モトラもジープカラーに塗り直して使っていた。
大の自動車好きとしても知られ、国産のスバル360が30万円台だった時代に62万円で新車を購入したフィアット ヌオーバ500に乗っていたことが知られている。『ルパン三世』第1シリーズ後期や映画『カリオストロの城』では、その自身の愛車を主人公ルパンの愛車として生き生きと描き、そのメカニック知識を活かした名場面を生み出してきた。
宮崎駿の『紅の豚』の原案を載せた「宮崎駿の雑想ノート」や漫画『風の谷のナウシカ』の連載は、大塚が勧めたものだった。1984年、模型雑誌「モデルグラフィックス」創刊時に「大塚康生のおもちゃ箱」の連載を打診された大塚が「趣味の世界を思う存分描いて欲しい」と宮崎を誘ったことで「雑想ノート」の連載が実現した。また、『風の谷のナウシカ』は、アニメ雑誌「アニメージュ」に半生の回顧録「作画汗まみれ」を連載していた大塚の勧めで同誌での連載が始まった。
アニメーション界の中にあっては、非常に外向的な人物。英語や中国語にも堪能で、若い頃から世界中を歩き回っていた。
鉄道写真家の南正時は、Aプロダクションのスタッフだった頃に大塚と知り合い、蒸気機関車の写真とスケッチを見せ合ったことで交流が始まった。そして大塚の助言もあり、写真家へと転向した。
高畑勲がAプロダクションから日本アニメーションに移籍する際には、高畑の給与や待遇などの交渉を行なった。大塚も「日本アニメーションに対し、最高の待遇を出してくれるならという条件で高畑に移籍を説得すると言った」と後に語っている。
宮崎駿は、『未来少年コナン』第1話で大塚が担当したヒロイン・ラナの顔が自身の求めた「美少女」にはなっていないことに不満を持ち、以後、ラナについては自らが担当した。
近藤喜文は、アルバイトで講師をやっていた専門学校の生徒だった。アニメーターになる伝手を求めて学校に来ていた近藤は大塚に頼んでAプロに入社させてもらうことになった。
日動映画で出会ったアニメーターの森康二と大工原章、日動社長の山本善次郎、演出担当の藪下泰司はその後、東映動画の礎を築くことになった。大塚は特に指導を受けた森と大工原に、その後の自分のアニメーターとしての考え方や人に接する上での姿勢について強い影響を受けたという。
NHK連続テレビ小説『なつぞら』の登場人物の一人である警察官出身のアニメーター・下山克己は、大塚をモデルにしていると言われている。

## 略年譜
- 1931年 - 島根県鹿足郡津和野町で生まれる。
- 1939年 - 山口県山口市に転居。
- 1946年 - 山口県立山口工業学校土木科に入学。
- 1951年 - 山口県庁総務部統計課に就職。
- 1952年 - 厚生省採用試験に合格、上京[注 13]。関東信越地区厚生局麻薬取締官事務所（当時）に配属される。
- 1956年 - 日本動画社のテストを受け合格、練習生になる。8月に同社が東映に吸収されたため、新たに発足した東映動画に臨時採用として入社。
- 1961年 - 同僚だった橋本文枝と結婚。
- 1962年 - 東映動画労働組合の書記長に就任。
- 1968年 - Aプロダクション（現：シンエイ動画）に移籍。1976年にシンエイ動画に改組した後も役員待遇で在籍を続けるが、1977年に退社。
- 1979年 - 東京ムービー（現：トムス・エンタテインメント）新社の子会社テレコム・アニメーションフィルムに移籍。
- 1991年 - 代々木アニメーション学院アニメーター科講師を兼任。
- 1998年 - 第3回アニメーション神戸特別賞を受賞[38][39][40]。
- 2002年 - 文化庁長官表彰。
- 2008年 - 東京アニメアワード2008 第4回功労賞表彰受賞[41][42]。
- 2019年 - 第42回日本アカデミー賞協会特別賞受賞[43]。
- 2021年 - 死去[44]。

## 主な作品

### テレビアニメ
- 少年忍者風のフジ丸（1964年 - 1965年）原画
- W3（1965年 - 1966年）OP原画
- ハッスルパンチ（1965年 - 1966年）作画監督、原画
- 巨人の星（1968年 - 1971年）オープニング作画
- ムーミン（1969年）作画監督[注 14]
- ルパン三世 パイロットフィルム（1969年） 原画
- 天才バカボン（1971年 - 1972年） 原画
- ルパン三世 (TV第1シリーズ)（1971年）キャラクターデザイン・作画監督
- ど根性ガエル（1972年 - 1974年） 原画
- 侍ジャイアンツ（1973年）作画監督
- ガンバの冒険（1975年）原画
- 元祖天才バカボン（1975年 - 1977年）原画
- 母をたずねて三千里（1976年）原画（ノンクレジット）
- ルパン三世 (TV第2シリーズ)（1977年）作画監修・原画（ノンクレジット[注 15]）
- おれは鉄兵（1977年）レイアウト
- 未来少年コナン（1978年）キャラクターデザイン・作画監督
- 姿三四郎（1981年）原画（ノンクレジット）
- 名探偵ホームズ（1982年）原画（ノンクレジット[45]）
- アニメ版 東海道・四谷怪談[注 16]（1981年）アニメーション演出（名義：鈴木一）
- ブリンキンズ　(1986年) 作画監督
- 緊急発進セイバーキッズ（1991年）メカニカルデザイン監修
- ルパン三世 ナポレオンの辞書を奪え（1991年）メカニック作画
- おざなりダンジョン 風の塔（1991年）レイアウト・エンディングアニメーション
- 無敵看板娘（2006年）エンディングアニメーション
- ルパン三世 霧のエリューシヴ（2007年）CMアイキャッチの作画監督・原画

### 劇場アニメ
- 白蛇伝（1958年）動画、第二原画、第一原画
- 少年猿飛佐助（1959年）原画
- 西遊記（1960年）原画
- 安寿と厨子王丸（1961年）原画
- アラビアンナイト・シンドバッドの冒険（1962年）原画
- わんぱく王子の大蛇退治（1963年）原画
- ガリバーの宇宙旅行（1965年）原画
- 太陽の王子 ホルスの大冒険（1968年）作画監督、原画
- 長靴をはいた猫（1969年）原画
- どうぶつ宝島（1971年）原画（ノンクレジット）
- パンダコパンダ（1972年）作画監督[注 17]
- パンダコパンダ 雨ふりサーカスの巻 （1973年）作画監督[注 17]、原画
- 草原の子テングリ（1977年）監督・原画・レイアウト
- ルパン三世 ルパンVS複製人間（1978年）作画補助[注 18]
- ルパン三世 カリオストロの城（1979年）キャラクターデザイン・作画監督
- じゃりン子チエ（1981年）作画監督[注 17]
- ルパン三世 風魔一族の陰謀（1987年）監修
- NEMO/ニモ（1989年）ストーリーボード
- ルパン三世 くたばれ!ノストラダムス（1995年）協力
- デジモンアドベンチャー02 デジモンハリケーン上陸!!/超絶進化!!黄金のデジメンタル（2000年）エンディングイラスト

## 著書・画集
- 『作画汗まみれ』徳間書店〈アニメージュ文庫（P-001）〉、1982年12月1日。ISBN 978-4196695042。
  - 『作画汗まみれ 増補改訂版』（増訂単行版）徳間書店 スタジオジブリ事業本部、2001年5月1日。ISBN 978-4198613617。
  - 『作画汗まみれ 改訂最新版』（再訂版）文藝春秋〈文春ジブリ文庫〉、2013年4月10日。ISBN 978-4168122002。
- 『大塚康生16歳の車の画帖 終戦直後の日本の路上にて』徳間書店、1987年7月。ISBN 978-4194034843。
  - 『ジープが町にやってきた 終戦時14歳の画帖から』（改題、増訂版）平凡社ライブラリー、2002年7月。ISBN 978-4582764390。
- （英語）『ジープ・太平洋の旅』ホビージャパン、1994年8月。ISBN 978-4894250390。
- 『大塚康生のおもちゃ箱』大塚康生編・刊行、同人誌（私家版）、1996年。
自費出版での同人誌。2002年頃に再販された形跡がある[47]。
- 『大塚康生画集 ミリタリー 4×4 グラフティ』ガイナックス、1998年6月。CD-ROM画集
- 『リトル・ニモの野望』徳間書店、2004年7月。ISBN 978-4198618902。
- 『大塚康生インタビュー アニメーション縦横無尽』聞き手 森遊机、実業之日本社、2006年1月。新装増訂版2025年4月。ISBN 978-4408651552 - インタビュアー森遊机は編集者
- 『大塚康生の機関車少年だったころ』南正時 責任編集、クラッセ〈KLASSE BOOKS〉、2016年4月。ISBN 978-4902841206。
- 『大塚康生 ルパン三世 作画集』トムス・エンタテインメント監修、双葉社、2012年3月28日。ISBN 978-4575304077。
- 『大塚康生画集 「ルパン三世」と車と機関車と』玄光社、2020年7月。ISBN 978-4768313763。
- 『道楽もの雑記帖』叶精二 編、玄光社、2023年5月。ISBN 978-4768317754。
- 『道楽もの交遊記』叶精二 編、玄光社、2024年10月。ISBN 978-4768319864。

### 共編著
- 『宮崎駿・大塚康生の世界』宮崎駿・大塚康生 監修、オフィスアクション〈ベスト・カップリング・コレクション〉、1985年6月20日。ASIN B00N4LQ95W。
- 大塚康生 編『JEEP JEEP JEEP - ウィリスMB、フォードGPW写真集』大塚康生 解説・イラスト執筆、ホビージャパン〈ホビージャパン別冊〉、1983年。
- レイ・カウドレー『軍用ジープ 1941-1945 - THE ART OF THE JEEP』大塚康生 編訳、徳間書店、1987年。
- わたせせいぞう、大塚康生『イラストレーターの仕事・アニメーターの仕事』ダイヤモンド社〈プロの世界、仕事の魅力〉、1992年。ISBN 978-4478780657。
- 高畑勲、叶精二、大塚康生、藤本一勇『王と鳥 スタジオジブリの原点』大月書店、2006年8月。ISBN 978-4272612192。

## 出演
- 映画『紅い眼鏡』（押井守監督、1987年） - タクシー運転手役（声は永井一郎が担当）
- ジブリがいっぱいCOLLECTIONスペシャル『大塚康生の動かす喜び』（DVD、2004年）
- ドキュメンタリー『飄々〜拝啓、大塚康生様〜』（短編映像、2019年8月3日公開[48]）